# Pierre de Roquesante
Pierre de Roquesante, né à Carpentras le 26 janvier 1619, mort à Grambois le 14 septembre 1707, est un magistrat français.
Seigneur de Grambois, docteur ès droits de l'Université d'Aix et conseiller au Parlement de cette ville, il reste une figure historique vauclusienne marquante pour avoir été l'un des treize magistrats qui jugèrent Nicolas Fouquet au sein de la chambre de justice spécialement créée à cet effet ; il intervint dans ce procès en qualité de second rapporteur.

## Biographie
Fils de Sébastien de Raffélis, seigneur de Roquesante, docteur ès droits, procureur général du Comtat Venaissin (1618-1635), et d’Espérite de Galéri, fille de Jean, écuyer, et de Spérite de Vérot.
Après ses études à l’université d’Aix et l'obtention de son diplôme, il devient en 1640, alors qu'il n'a que 21 ans, jeune conseiller grâce à l’achat d’un office. L'age minimum pour exercer la charge étant de 25 ans, il lui a fallu une dispense d’âge qu'il obtint.
En 1647, au château de Saignon, il épouse Hélène de Bot, fille d’Esprit, coseigneur d’Auribeau et de Saignon, et de Marguerite de Gautier, dame de Grambois.
En 1656, il achète sur Aix un hôtel particulier.

### Le procès de Fouquet
Loin de céder aux pressions de Colbert et de son entourage qui veulent la tête du surintendant des finances, Roquesante, qui fréquente par ailleurs des partisans de Fouquet tels la Marquise de Sévigné, réclame la clémence d'une peine réduite au seul exil. La réputation d'intégrité que lui accordent ses biographes, et son influence morale, auraient déterminé d'autres juges à se prononcer comme lui en faveur de l'exil, verdict inattendu. Lui-même dut payer son geste de la confiscation de ses biens et d'un exil de plusieurs années en Bretagne, à Quimper-Corentin. 

« (...) Ce qui révolta le plus les citoyens dans le jugement de Fouquet, c'est que le chancelier fit exiler l'un des juges nommé Roquesante qui avait le plus déterminé la chambre à l'indulgence »

— Voltaire, Siècle de Louis XIV
Cet exil à Quimper est également lié aux intrigues de Françoise de Soissan de La Bédosse, dite la dame de Rus. Elle est une cousine par alliance de Pierre de Roquesante et habite chez lui.  Pour atteindre ce dernier, le gouvernement ordonne l'exil en Provence de la dame de Rus, au motif qu'elle noue des intrigues. Devant le mécontentement manifesté par Roquesante, Françoise est autorisée à revenir à Paris, mais ensuite elle tente de monnayer l'influence de Roquesante pour sauver des financiers inquiétés par la chambre de justice. Sur ordre du roi, Roquesante est finalement exilé à Quimper, ce qui est imputé aux intrigues de la dame de Rus.

### La fin de sa vie
Retiré par la suite dans ses terres provençales, et rentré dans la possession de tous ses biens en 1673, il conserva l'amitié de Madame de Sévigné, qui le cite à plusieurs reprises dans ses lettres, et vint même lui rendre visite dans son château gramboisien.